# 七年式三十糎榴弾砲
七年式三十糎榴弾砲（7ねんしき30センチりゅうだんほう）とは、大日本帝国陸軍が大正7年（1918年）に制式化した口径305 mmの重砲。七年式三十糎短榴弾砲（右画像）と七年式三十糎長榴弾砲の二種が存在し、開発当初は固定砲床を持つ海岸要塞用の沿岸砲であったが後に開発された移動砲床により攻城砲として用いることも可能であった。

## 開発経緯
本砲の開発の始まりは明治末期にさかのぼる。日露戦争において陸軍技術審査部は沿岸砲であった二十八珊砲を攻城砲として使用する案を提示し、陸軍省砲兵課長であった山口勝大佐もこれに同意した。攻城砲兵司令官豊島陽蔵少将は運用の難しさなどから当初この案を退けたものの、旅順攻囲戦の第1回総攻撃が失敗に終わると二十八珊砲を要望する現場の声が高まったために同砲を現地に送ることとなった。旅順では最終的に18門が運用され、二十八糎砲は敵陣の破砕や港内の艦船の撃滅に威力を発揮した。更に二十八珊砲は奉天会戦にも参加し、日露戦争を通じて陸軍は大口径重砲の運用経験とその価値を知るところとなった。
しかし沿岸砲としてみると二十八珊砲は既に陳腐化が始まっており、艦砲に比しての射程の短さや敵艦装甲に対する弾丸効力の不足が指摘されるようになった。例として旅順攻囲戦では戦艦ペレスヴェートに28 cm砲弾2発が命中したものの1発は防御甲板を貫徹できず、もう1発は防御甲板を貫徹し艦底で停止していた。そこで装甲を貫徹してなお余剰の貫徹力を有し、弾丸の炸裂によって艦内に十分な効力を及ぼすためにはより口径を増した砲が望ましいとされた。また攻城砲としても将来的に堅固な築城が増加することが予想されたために弾丸効力の大きい砲が望まれた。これらを受けて口径を305 mmとし、また射程も12,000 m付近に達する新型三十珊榴弾砲の開発が進められることとなった。

## 短榴弾砲概要
陸軍技術審査部は明治39年（1906年）11月に三十珊榴弾砲についての建議を行い、砲弾重量400 kg・初速400 m/秒で一般的な砲弾形状であれば射程11,430 mに達するとされた。また当時の軍艦は防御甲板の上に複数の甲板を持つものであったが、砲弾がこれらの甲板を侵徹する際に弾道が不規則に変化することが問題となった。陸軍は旅順攻囲戦で二十八珊砲による大規模な対艦射撃を実施していたために砲弾の形状や弾長・着速・着角などから導かれる対艦射撃に効果的な砲弾について多少の見識は有していたものの未だに十分ではなく、砲の設計と合わせて調査するものとされた。明治40年（1907年）4月には技術審査部より砲の設計要領書が提出され、固定砲床式の砲身後座砲で口径305 mm・砲身長16.5口径・高低射界-5〜+65度・最大射程12,000 mといった諸元を有するものとした。
同時期には特殊重砲として十五珊加農砲・二十珊榴弾砲・二十四珊榴弾砲・四十一珊榴弾砲の研究も開始された。陸軍は当初国内で三十珊榴弾砲を開発するのは困難であると考えて海外より輸入するつもりであったが、技術審査部長有坂成章中将の反対によって砲を国産とし製造が困難な砲身素材のみドイツのクルップ社から輸入することとなった。砲の設計は明治40年8月に完了し、大阪砲兵工廠に試製注文するとともにクルップ社に砲身素材を発注した。試製砲は明治43年（1910年）5月に完成し、6月に春木射場で第1回試験を実施した。試験の成績に基づく修正を加えて明治44年（1911年）5月に伊良湖射場で第2回機能試験を実施し、高低照準器に改修を加えて9月に同じく伊良湖射場で第3回機能試験を実施した。ところが明治45年（1912年）6月に春木射場で実施した第4回試験において砲身を損傷する事故が発生し、開発終了を目前に控えていたにもかかわらず試験は一時中断されることとなった。調査ではイギリスのトーマス・ファース社製の砲身地金が脆弱であることが判明し、以後同部分についてもクルップ社のものを使用することとなった。また砲各部の設計も見直し、大正3年（1914年）にドイツから砲身素材が届いたところで第一次世界大戦の勃発により開発は再び中断することとなった。そこで既存の素材を用いて砲を製作することとなり、大正5年（1916年）5月に砲身・揺架、9月に砲架以下の製作をそれぞれ開始した。大正6年（1917年）1月に完成した試製砲は2月に春木射場、5月に伊良湖射場で機能試験を実施した結果良好な成績を収めた。7月には春木射場で若干の修正を加えた2号砲の試験をで実施したところ結果は良好であり、以上をもって短榴弾砲の審査は完了した。陸軍技術審査部は大正7年（1918年）10月31日に本砲を七年式三十珊短榴弾砲として制式制定を上申した。度量衡法の改正に伴い陸軍は大正13年（1924年）7月1日付の陸普第2463号をもって度量衡の単位表記を改めることとなり、以後七年式三十糎短榴弾砲と表記することとなった。
砲は砲身・揺架・砲架・回転盤・架匡・砲床からなり、揺架上部に1個の水圧駐退機と2個の空気複座機を有する。閉鎖機は螺式で、撃発機は閉鎖器が完全に閉鎖された状態でのみ作動する。砲架以上の構造は架匡上の回転盤に積載し、架匡は砲床と結合する。砲床はベトン製で地中に埋設し、射撃時に砲を安定させる。本砲は照準具として高低照準具と方向照準具を有する。高低照準具は射角板と指針からなり、補助として象限儀を用いる。方向照準にはパノラマ眼鏡を有する観準儀・射角板・弧板・指針からなる照準具を用いる。また目標の高低や砲床の傾斜に基づき照準を修正する装置も付属していた。また本砲の開発に合わせて作業に用いるために四脚二十噸起重機も開発された。
昭和8年（1933年）には移動砲床を用いて陸戦で使用できるように改修を加えた砲が開発された。砲は砲身・揺架・砲架・回転盤・砲床に分解し、9両の特殊重砲運搬車に積載して九五式十三屯牽引車によって最大時速20km/時で牽引することが可能であった。組み立ては日中で15時間、夜間で20時間を標準とした。本砲の重量は砲身のみで14ｔを超え、移動型の総重量は77,030 kgに達した。本砲4門を装備した独立重砲兵第4大隊の場合、段列などを含めた大隊全体で十三屯牽引車56両と4トントラック約50両を保有し、この車両数で部隊独力での機動が可能な状況だったという。

## 長榴弾砲概要
長榴弾砲は明治43年（1910年）の要塞整理委員決議に基づき長射程の要塞備砲として研究が開始された。技術審査部は明治44年（1911年）に設計を完了し、大正元年（1912年）12月に設計要領所を提出した。本砲は固定砲床を用いる砲身後座砲で口径305 mm・砲身長23.5口径・高低射界-2〜+65度・最大射程14,000 mといった諸元を備えるものとした。開発に当たっては短榴弾砲と同じく第一次世界大戦の勃発によって海外に発注した素材の供給が滞ってしまったが、到着した素材は短榴弾砲の速成に用いられた。更に素材をすべて国産のものとした試製砲は大正5年末より製造開始、大正6年12月に完成した。大正7年1月に伊良湖射場で第1回機能試験および弾道試験を行い、結果が良好であったためにこの試験のみで本砲の審査を終えることとなった。陸軍技術審査部は大正7年10月31日に本砲を七年式三十珊長榴弾砲として制式制定を上申した。本砲もまた度量衡法の改正に伴う度量衡の単位変更により七年式三十糎長榴弾砲と表記することとなった。
大正15年（1926年）2月22日付第644号研究方針によって長榴弾砲を陸戦で使用するための移動砲床の研究が開始された。試製移動砲床は同年8月に完成したものの試験で用いる長榴弾砲が無く、昭和3年（1928年）の13号砲の完成を待つこととなった。同砲を用いて同年8月から9月にかけて機能試験および砲弾100発を用いての射撃抗堪試験を実施した結果、砲床の組み立てに問題はなく砲の据付も四脚三十瓩起重機を用いれば固定砲床上となんら変わりなく作業が行えることが確認された。移動砲床の実用試験は省略し、昭和5年6月に制式制定が上申された。本砲は砲身のみで19,765㎏と20ｔ近い重量があり、総重量は陸軍の移動式の砲としては最大級となる122,937kgに達する。組み立ては天候や地形にも左右されるが30名の人員で約30時間を標準とした。実際の運用では60名で25時間、最も長いものでは80名で50時間を要することもあった。
火砲の構造は基本的に短榴弾砲と同様の構成をとっている。その規模・重量から砲の移動速度や展開時間の点で短榴弾砲より劣るものの、引き換えに縦深を有する敵陣の破砕においてはより優れた性能を有していた。距離6,000 - 10,000 mの目標の破壊に要する所要弾数は短榴弾砲の半分程度であった。現場からは長榴弾砲の攻城砲としての価値を引き出すために備砲作業要員の増加や作業の機械化などに対する要望が出されていた。
昭和13年（1938年）4月には機密保持上の観点から本砲の陸軍部外に対する名称として「特二十四糎榴弾砲（長）」を使用するよう通達が出された。

## 砲弾
七年式三十糎榴弾砲は対艦・対ベトン陣地攻撃用の破甲榴弾を使用する。最初に制式化された破甲榴弾は弾量400 kg・炸薬は茶褐薬40 kgを使用する。信管は着発式弾底信管であり、薬莢は黄銅製で装薬は四号帯状薬である。短榴弾砲は1 - 4号の4種類の装薬量があり、最大装薬量は20.4 kgで初速400 m/秒 (s)となる。長榴弾砲も同じく1 - 4号の4種類の装薬量があり、最大装薬量は37.7 kgで初速500 m/sとなる。破甲榴弾は大正10年（1921年）10月に仮制式が上申された。昭和5年（1930年）には弾体の厚みを増すなどの改修を加えた九〇式破甲榴弾が開発された。
昭和11年（1936年）11月には炸薬と底螺に変更を加え、信管として九五式破甲大二号弾底信管「榴」を使用する九五式破甲榴弾が制式化された。九五式破甲榴弾には甲・乙・丙の3種類があり、甲は新規に製造するもの、乙は九〇式破甲榴弾を改修したもの、丙は破甲榴弾を改修したものである。炸薬は黄那薬または茶黄薬を用い、底螺の向きも左から右へと変更されていた。
また長榴弾砲用弾薬としては昭和17年（1942年）に曳光榴弾である二式曳火榴弾が開発されている。
| 使用弾薬一覧(七年式三十糎榴弾砲) |                    |                                |          |               |
| 種類                             | 型番               | 信管                           | 全備弾量 | 炸薬          |
| 破甲榴弾                         | 破甲榴弾           | 着発弾底信管                   | 399.50kg | 茶褐薬39.86kg |
| 破甲榴弾                         | 九〇式破甲榴弾     | -                              | -        | -             |
| 破甲榴弾                         | 九五式破甲榴弾(甲) | 九五式破甲大二号弾底信管「榴」 | 396.80kg | 黄那薬20.56kg |
| 破甲榴弾                         | 九五式破甲榴弾(乙) | 九五式破甲大二号弾底信管「榴」 | 398.44kg | 黄那薬22.40kg |
| 破甲榴弾                         | 九五式破甲榴弾(丙) | 九五式破甲大二号弾底信管「榴」 | 399.50kg | 茶黄薬39.86kg |
| 曳光榴弾                         | 二式曳火榴弾       | -                              | -        | -             |
| 演習弾                           | 破甲榴弾代用弾     | -                              | -        | -             |

## 運用
七年式三十糎榴弾砲は大正から昭和期にかけて全国の海岸要塞に配備され、明治期から使用されていた火砲のうち既に使用に耐えないとみなされた旧式火砲や日清戦争・日露戦争の戦利火砲等を置き換えていった。また同時期には海軍からワシントン海軍軍縮条約の締結によって余剰となった艦砲を譲渡されることとなり、砲塔四五口径四〇糎加農を初めとする砲塔加農が要塞火砲として各地に配備されるなど日本の要塞火砲はこの時期に近代化を遂げることとなった。
また1930年代後半に満州国とソビエト連邦、モンゴル人民共和国との国境において日ソ国境紛争が発生するようになると本砲も国境陣地強化のために大陸に送られることとなった。昭和13年創設の阿城重砲兵連隊、昭和15年創設の東寧重砲兵連隊にはそれぞれ4門ずつ配備された。また虎頭要塞には長榴弾砲2門がベトン製のドームに収められており、試製四十一糎榴弾砲が配備されるまでは同要塞最大の火砲であった（外部リンク参照）。1941年（昭和16年）の関東軍特種演習時には本砲装備の3個独立重砲兵大隊も動員された。このように最盛期には満州に三十糎榴弾砲21門が展開しており、訓練は関東軍砲兵司令部が置かれた阿城の演習場で実施されていた。
昭和19年（1944年）に始まるフィリピンの戦いでは三十糎短榴弾砲4門を装備した独立重砲兵第4大隊が戦地に送られ、途中で1門は海没したものの、3門はルソン島の戦いで使用された。リンガエン湾方面に2門(諸元表画像はこのいずれか)、バタンガス方面に1門が配置され、対艦戦闘や地上砲撃を行ったが、発射速度の遅さから運用が難しかったという。また、リンガエン湾では戦後ダイエーを創業した中内㓛がおり、「2～3発撃ったところで弾薬庫が爆撃された」と語っている。
日本本土では戦争末期に本土決戦に備えて九十九里浜に4門が配置されていたが、終戦によって実戦を経ることは無かった。また終戦間際の昭和20年（1945年）8月にソ連が対日参戦を表明し満州に侵攻すると同地に配備されていた本砲もソ連軍との戦闘に使用されることとなった。虎頭要塞では四十一糎砲とともに活躍が伝えられるものの要員はほぼ全滅し、戦闘の詳細は不明である。
中国の北京にある中国民兵武器陳列館には阿城の演習場に残されていた長榴弾砲1門が現存している。